# TACIS
TACIS (ang. Technical Assistance for the Commonwealth of Independent States) – Program Pomocy Technicznej dla Wspólnoty Niepodległych Państw (WNP).
Program Wspólnot Europejskich (występujących od 1 listopada 1993 jako Wspólnota Europejska, WE) mający wspierać reformy demokratyczne i prorynkowe w państwach wschodniej Europy i centralnej Azji przyjęty w grudniu 1990 i uruchomiony w 1991.
W programie brało udział 12 państw regionu: Armenia, Azerbejdżan, Białoruś, Gruzja, Kazachstan, Kirgistan, Mołdawia, Rosja, Tadżykistan, Turkmenistan, Ukraina, Uzbekistan, a także, w latach 1991–2003, Mongolia.
W latach 1991–1999 udzielono pomocy na kwotę 4,2213 mld euro (w tym dla Rosji 1,3016 mld). Alokacja pomocy na lata 2000–2006 wynosi 3,138 mld euro.
Ze środków programu finansowana jest m.in. ukraińska i białoruska część Programu Sąsiedztwa Polska – Białoruś – Ukraina Interreg III A/TACIS CBC 2004–2006 (na ten cel przeznaczono 8 mln euro).